# Định lý Tychonoff
Trong tô pô, định lý Tychonoff (định lý Tikhonov) được phát biểu là tích của một họ các không gian tôpô compact là một không gian compact. Định lý này được đặt tên sau khi Andrey Nikolayevich Tychonoff chứng minh được nó năm 1930 cho những khoảng đóng đơn vị và năm 1935 chứng minh đầy đủ hơn cho các hợp đặc biệt. Chứng minh được công bố sớm nhất chứa trong kết quả bài báo của Eduard Čech.

## Phát biểu
Tích của một họ bất kỳ các không gian compact thì compact trong tô pô tích đó.

### Chứng minh định lý
Cho {\displaystyle X_{i}} compact {\displaystyle i\in I}. Chúng ta
sẽ chứng minh:{\displaystyle X:=\prod _{i\in I}X_{i},} compact thông qua đặc trưng
tập đóng trong Định lý về đặc trưng qua tập đóng của tập compact.
Cho {\displaystyle {\mathcal {F}}} là một họ bất kỳ các tập con đóng của {\displaystyle X} có tính
giao hữu hạn. Ta chứng minh {\displaystyle {\mathcal {F}}} có phần giao khác rỗng,
tức là {\displaystyle \bigcap _{A\in {\mathcal {F}}}A\neq \emptyset }.
{\displaystyle }
Xét họ
{\displaystyle \left\{{\overline {p_{i}(A)}}|\quad \forall A\in {\mathcal {F}}\right\}} với {\displaystyle p_{i}:X\longrightarrow X_{i}} là tập con đóng của {\displaystyle X_{i}} có phần giao hữu hạn.
Vì {\displaystyle X_{i}} compact nên có phần giao khác rỗng. Suy ra có {\displaystyle x_{i}\in {\overline {p_{i}(A)}}\quad \forall A\in {\mathcal {F}}}
Từ đó cho thấy {\displaystyle {\mathcal {F}}} có phần giao khác rỗng, nhưng điều đó
là không đúng như hình vẽ sau:

Phản ví dụ

Khi đó ý tưởng của Tikhonov là mở rộng họ {\displaystyle {\mathcal {F}}}
{\displaystyle \exists {\mathcal {\mathcal {\widetilde {F}}}}\supset {\mathcal {F}}}, {\displaystyle {\mathcal {\mathcal {\mathcal {\widetilde {F}}}}}}
là cực đại dưới tính giao hữu hạn. (Bổ đề Zorn)
Sẽ lặp lại lý luận trên với {\displaystyle {\mathcal {\mathcal {\mathcal {\widetilde {F}}}}}}
thay vì {\displaystyle {\mathcal {F}}}.
Xét họ
{\displaystyle \{{\overline {p_{i}(A)}},|\,A\in {\mathcal {\mathcal {\widetilde {F}}}}\}}
là họ các tập con đóng của {\displaystyle X_{i}} có tính giao hữu hạn.
{\displaystyle X_{i}} compact nên tồn tại {\displaystyle x_{i}\in \bigcap _{A\in {\mathcal {\mathcal {\widetilde {F}}}}}{\overline {p_{i}(A)}}}
Cho {\displaystyle x_{i}\in \bigcap _{A\in {\mathcal {\mathcal {\widetilde {F}}}}}{\overline {p_{i}(A)}}}
và {\displaystyle x=(x_{i})_{i\in I}\in \prod _{i\in I}\left[\bigcap _{A\in {\mathcal {\mathcal {\widetilde {F}}}}}{\overline {p_{i}(A)}}\right]}
Chứng minh {\displaystyle x\in \bigcap _{A\in {\widetilde {F}}}A}
tức là chứng minh {\displaystyle x\in {\overline {A}}\quad \forall A\in {\mathcal {\widetilde {F}}}}
Lấy một lân cận bất kỳ của {\displaystyle x} có dạng {\displaystyle \prod _{i\in I}O_{i}} với{\displaystyle O_{i}}mở
trong {\displaystyle X_{i}}
Do {\displaystyle x_{i}\in {\overline {p_{i}(A)}}} nên {\displaystyle x_{i}} là điểm dính của {\displaystyle p_{i}(A)}
suy ra {\displaystyle O_{i}} chứa điểm của {\displaystyle p_{i}(A)}.
Nên 
{\displaystyle O_{i}\cap p_{i}(A)\neq \emptyset } với mọi {\displaystyle A\in {\mathcal {\widetilde {F}}}}
{\displaystyle p_{i}^{-1}(O_{i})\cap A\neq \emptyset } với mọi {\displaystyle A\in {\mathcal {\mathcal {\widetilde {F}}}}}
Suy ra {\displaystyle p_{i}^{-1}(O_{i})\cup {\mathcal {\mathcal {\widetilde {F}}}}} vẫn
có tính giao hữu hạn.
Do {\displaystyle {\mathcal {\mathcal {\widetilde {F}}}}} là cực đại dưới tính giao
hữu hạn nên {\displaystyle p_{i}^{-1}(O_{i})\in {\mathcal {\mathcal {\widetilde {F}}}}}.
Suy ra 
{\displaystyle \bigcap _{i\in I}p_{i}^{-1}(O_{i})\cap A\neq \emptyset } với mọi {\displaystyle A\in {\widetilde {F}}}
{\displaystyle \Longrightarrow \prod _{i\in I}O_{i}\cap A\neq \emptyset } với mọi {\displaystyle A\in {\widetilde {F}}}
Suy ra {\displaystyle x\in {\overline {A}}\;\forall A\in {\widetilde {F}}}
Vậy {\displaystyle x\in \bigcap _{A\in {\widetilde {F}}}A} hay {\displaystyle \bigcap _{A\in {\widetilde {F}}}A\neq \emptyset }.{\displaystyle \blacksquare }